# Фелпс, Джеймс
Джеймс Э́ндрю Э́рик Фелпс (англ. James Andrew Eric Phelps; род. 25 февраля 1986, Бирмингем) — британский актёр. Известен по роли Фреда Уизли в фильмах о Гарри Поттере.

## Биография
Родился в Саттон-Колфилд, Великобритания. Его имя включает в себя имена деда и дяди. Появился на свет на 13 минут позже своего брата-близнеца Оливера Фелпса. Других детей в семье нет. Вместе учились в начальной школе Литтл-Саттон и средней школе Артура Терри. Ещё в школе участвовали в нескольких театральных постановках.
В 2000 мать близнецов узнала о прослушивании в Лидсе, и ребята сразу же настроились на участие. Мальчики поехали за 200 миль от своего дома, и через несколько дней им сообщили, что они будут играть близнецов Уизли (Джордж — Оливер, Фред — Джеймс), в экранизации книги «Гарри Поттер», которой они увлекались с детства. Снялись во всех частях «Гарри Поттера». Также в 2008 году братьев Фелпс пригласили сниматься в 3 сезоне сериала «Питер Кингдом вас не бросит».

## Семья
Отец — Мартин Фелпс, мать — Сьюзен Фелпс. Брат-близнец — Оливер Фелпс

## Личная жизнь
Фелпс женился на Аннике Остле в 2016 году.
Из спорта Джеймсу приходится по душе гольф и футбол. Нередко актёр делится с фанатами фотографиями с пробежек, походов и с занятий велоспортом. Фелпс болеет за команду «Бирмингем Сити», его брат-близнец предпочитает «Астон Виллу». Братья частенько спорят о том, какая команда лучше.
Джеймс участвует в деятельности благотворительных организаций Help Harry Help Others и Virgin Money Giving. Актёр также активный член проекта «Три пика», в котором альпинисты-любители в течение суток покоряют три вершины.
В 2023 году Фелпс пробежал Лондонский марафон TCS, чтобы повысить осведомленность об эндометриозе , в поддержку своей жены Анники, которая страдает от этого заболевания. Он финишировал со временем 4:46:24.
У него две бородатые колли — Эун и Руперт.

## Фильмография
| Год  |     | Русское название                       | Оригинальное название                             | Роль                 |
| ---- | --- | -------------------------------------- | ------------------------------------------------- | -------------------- |
| 2001 | ф   | Гарри Поттер и философский камень      | Harry Potter and the Philosopher's Stone          | Фред Уизли           |
| 2002 | ф   | Гарри Поттер и тайная комната          | Harry Potter and the Chamber of Secrets           | Фред Уизли           |
| 2004 | ф   | Гарри Поттер и узник Азкабана          | Harry Potter and the Prisoner of Azkaban          | Фред Уизли           |
| 2005 | ф   | Гарри Поттер и Кубок огня              | Harry Potter and the Goblet of Fire               | Фред Уизли           |
| 2007 | ф   | Гарри Поттер и Орден Феникса           | Harry Potter and the Order of the Phoenix         | Фред Уизли           |
| 2007 | ки  | Гарри Поттер и Орден Феникса           | Harry Potter and the Order of the Phoenix         | Фред Уизли (озвучка) |
| 2009 | кор |                                        | A Mind's Eye                                      | Стэнли               |
| 2009 | с   | Питер Кингдом вас не бросит            | Kingdom                                           | Каллум Андерсон      |
| 2009 | ф   | Гарри Поттер и Принц-полукровка        | Harry Potter and the Half-Blood Prince            | Фред Уизли           |
| 2010 | кор | Гарри Поттер и запрещённое приключение | Harry Potter and the Forbidden Journey            | Фред Уизли           |
| 2010 | ф   | Гарри Поттер и Дары Смерти. Часть 1    | Harry Potter and the Deathly Hallows – Part 1     | Фред Уизли           |
| 2010 | ки  | Гарри Поттер и Дары Смерти. Часть 1    | Harry Potter and the Deathly Hallows – Part 1     | Фред Уизли (озвучка) |
| 2011 | ф   | Гарри Поттер и Дары Смерти. Часть 2    | Harry Potter and the Deathly Hallows – Part 2     | Фред Уизли           |
| 2012 | ф   |                                        | Ward 3                                            | Джимми               |
| 2012 | кор |                                        | The Turn                                          | Моррис Талливер      |
| 2014 | кор |                                        | Own Worst Enemy                                   | констебль Берроу     |
| 2014 | кор |                                        | The Hogwarts Express                              | Фред Уизли           |
| 2015 | с   | Безмолвный свидетель                   | Silent Witness                                    | Крис                 |
| 2015 | тф  |                                        | Danny and the Human Zoo                           | мистер Брайан Картер |
| 2015 | ф   | Пэчворк                                | Patchwork                                         | Гаррет               |
| 2019 | кор |                                        | 7 Days: The Story of Blind Dave Heeley            | Капитан Уильямс      |
| 2019 | ф   | Кадия: Мир волшебства                  | Cadia: The World Within                           | Танион               |
| 2021 | ф   | Прошлой ночью в Сохо                   | Last Night in Soho                                | Чарльз               |
| 2022 | ф   | Бриганты                               | Brigantia                                         | Коун - рыбак         |
| 2022 | с   |                                        | Fantastic Friends                                 | камео                |
| 2022 | ф   | Возвращение в Хогвартс                 | Harry Potter 20th Anniversary: Return to Hogwarts | камео                |
| 2023 | кор |                                        | Bloody Fury                                       | Дюк                  |